# Limnophora obsignata
Limnophora obsignata este o specie de muște din genul Limnophora, familia Muscidae. A fost descrisă pentru prima dată de Camillo Rondani în anul 1866. Conform Catalogue of Life specia Limnophora obsignata nu are subspecii cunoscute.